# Burley (Idaho)
Burley es una ciudad ubicada en los condados de Cassia y Minidoka en el estado estadounidense de Idaho. En el año 2010 tenía una población de 10.345 habitantes y una densidad poblacional de 940,45 personas por km². Se encuentra sobre el curso medio-alto del río Snake, el principal afluente del río Columbia.

## Geografía

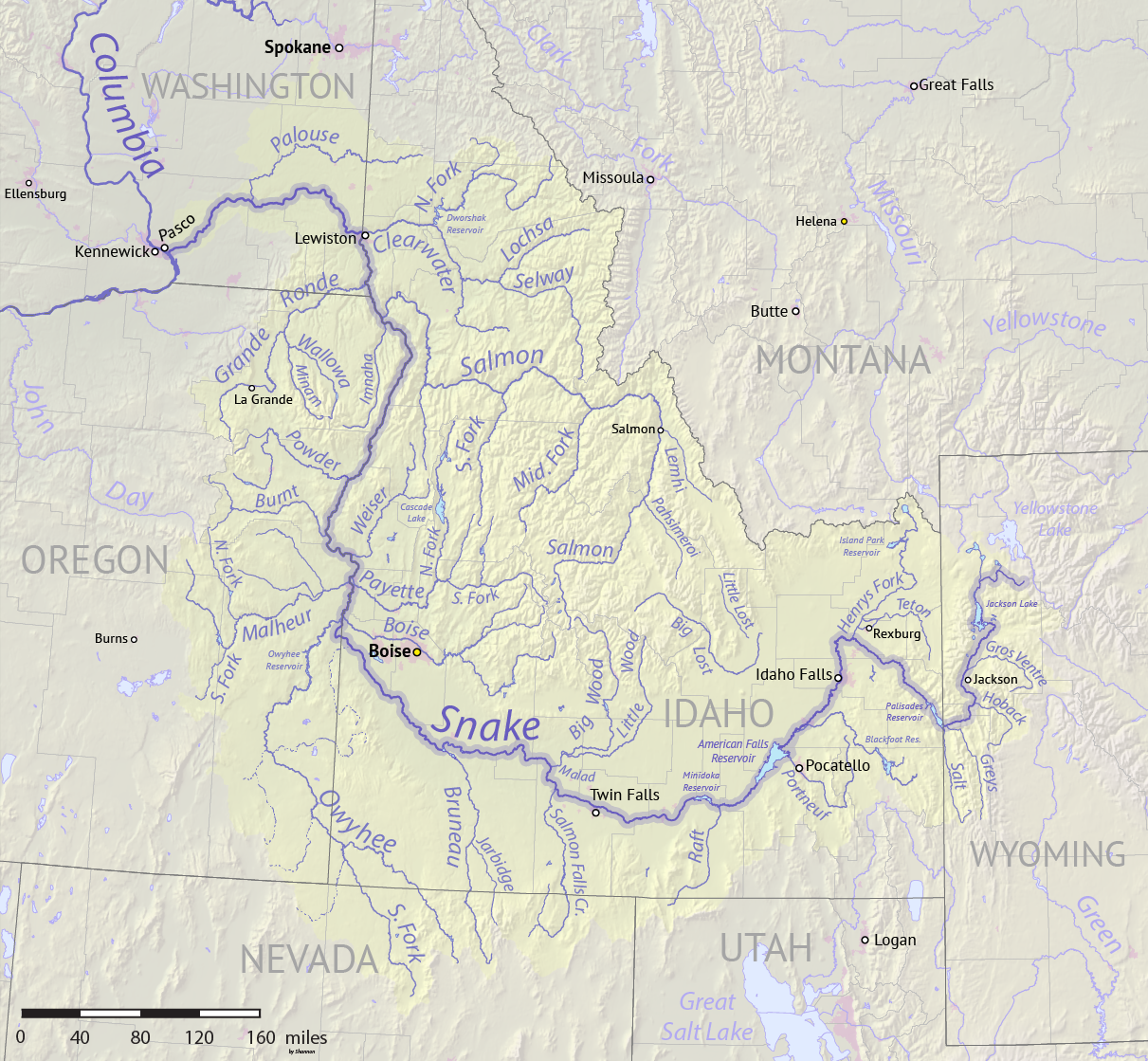
Mapa del río Snake donde aparece Burley sobre el curso medio-alto del río

Burley se encuentra ubicado en las coordenadas 42°32′10″N 113°47′34″O / 42.53611, -113.79278. Según la Oficina del Censo, la localidad tiene un área total de 11 km² (4,2 mi²), de la cual 10,7 km² (4,1 mi²) es tierra y 0,3 km² (0,1 mi²) (2.83%) es agua.

## Demografía
En el 2000 la renta per cápita promedia del hogar era de $27,981, y el ingreso promedio para una familia era de $33,376. En 2000 los hombres tenían un ingreso per cápita de $26,865 contra $17,304 para las mujeres. El ingreso per cápita para la localidad era de $12,689. Alrededor del 18.4% de la población estaba bajo el umbral de pobreza nacional.